# Phạm Công Tắc
Phạm Công Tắc (ur. 1890, zm. 1959) – wietnamski duchowny kaodaizmu, papież Tây Ninh, głównej gałęzi tej religii w latach 1934–1959.
Głową kościoła został wybrany na soborze, który odbył się w grudniu 1934. Za jego rządów nastąpił gwałtowny rozwój kaodaizmu. Rozprzestrzenił się on na tereny Kambodży, a także Francji i Stanów Zjednoczonych.